# The Grey
The Grey (No Brasil: A Perseguição) é um filme estadunidense dos gêneros ação, aventura e drama lançado em 11 de dezembro de 2011 nos Estados Unidos e 20 de abril de 2012 no Brasil. Baseado no conto "Ghost Walker" de Ian Mackenzie Jeffers, o filme é estrelado por Liam Neeson, Dallas Roberts, Frank Grillo, Dermot Mulroney e Nonso Anozie, produzido e dirigido por Joe Carnahan.
o filme recebeu elogios por seus temas filosóficos, cinematografia, efeitos sonoros e atuação, enquanto parte do diálogo e do final do filme eram criticados; arrecadou US $ 81 milhões em todo o mundo.

## Sinopse
A trama acompanha a história de uma equipe de extratores de petróleo que, após a queda de seu avião no Alasca, começam a lutar pela sobrevivência no frio impiedoso, em meio a ataques de lobos ferozes que fazem dos trabalhadores suas presas.

## Elenco
- Liam Neeson como John Ottway
- Dallas Roberts como Henrick
- Frank Grillo como John Diaz
- Dermot Mulroney como Talget
- Nonso Anozie como Jackson Burke
- Joe Anderson como Todd Flannery
- James Badge Dale como Lewenden

## Recepção
No site agregador de críticas Rotten Tomatoes, 80% das 211 resenhas dos críticos são positivas, com uma classificação média de 71/10. O consenso diz que "é um conto emocionante de sobrevivência, povoado com personagens desenvolvidos e uma agenda filosófica surpreendente".
 O Metacritic, que usa uma média ponderada, atribuiu ao filme uma pontuação de 64 em 100, baseado em 35 críticos, indicando críticas "geralmente favoráveis".